# Ján Furinda
Ján Furinda (* 20. dubna 1956), chybně uváděný jako Peter Furinda, je bývalý slovenský fotbalový záložník. Bydlí v Dolném Kubíně.

## Fotbalová kariéra
Odchovanec Dynama Dolný Kubín hrál v československé lize za Slovan Bratislava ve 2 utkáních a gól v lize nedal. V Poháru UEFA nastoupil v 1 utkání proti týmu Fram Reykjavík.

## Ligová bilance
| Ročník                                   | Zápasy | Góly | Minuty | Klub              |
| ---------------------------------------- | ------ | ---- | ------ | ----------------- |
| 1. československá fotbalová liga 1976/77 | 2      | 0    | 32     | Slovan Bratislava |
| CELKEM 1. LIGA                           | 2      | 0    | 32     |                   |